# Географія Західної Сахари
Західна Сахара — африканська країна, що знаходиться на крайньому заході континенту . Загальна площа країни 266 000 км² (78-ме місце у світі), з яких на суходіл припадає 266 тис. км², а на поверхню внутрішніх вод — 0 км². Площа країни трохи більша за ⅓ площі території України. 

## Етимологія
Офіційна назва — Західна Сахара (араб. الصحراء الغربية; бербер. Taneẓṛuft Tutrimt; ісп. Sáhara Occidental). Назва країни походить від розташування на заході пустелі Сахара. Назва пустелі Сахара — транслітератція арабського слова «ес-сакхра» (الصحراء الكبرى), що означає пустелю. Колишня іспанська колонія Ріо-де-Оро (Золота річка), пізніше, у 1884–1976 роках, Іспанська Сахара (ісп. Sahara Occidental). В арабській мові використовують також назви Ваді-Захаб (Золота річка) і Сегієт-ель-Хамра (Червоний струмок). На території Західної Сахари 1976 року, після падіння режиму Франсіско Франко в метрополії, фронтом Полісаріо була проголошена Сахарська Арабська Демократична Республіка (араб. الجمهورية العربية الصحراوية الديمقراطية; ісп. República Árabe Saharaui Democrática) народу сахраві. Проте майже вся її територія була відразу окупована і анексована королівством Марокко.

## Географічне положення

Карта Західної Сахари від ООН

Порівняння розмірів території Західної Сахари та США

Західна Сахара — західноафриканська країна, що межує з трьома іншими країнами: на півночі — з Марокко (спільний кордон — 444 км), на північному сході — з Алжиром (41 км), на сході — з Мавританією (1564 км). Загальна довжина державного кордону — 2049 км. Західна Сахара на заході омивається водами Атлантичного океану. Загальна довжина морського узбережжя 1110 км. Питання визначення територіальних вод країни залежить від вирішення питання про її суверенітет.

### Час
Час у Західній Сахарі: UTC0 (-2 години різниці часу з Києвом). Літній час вводиться останньої неділі квітня переводом годинникової стрілки на 1 годину вперед, скасовується в останню неділю вересня переводом годинникової стрілки на 1 годину назад.

## Рельєф
Середні висоти — 256 м; найнижча точка — Себха-Тадж (-55 м); найвища точка — безіменна висота (805 м).

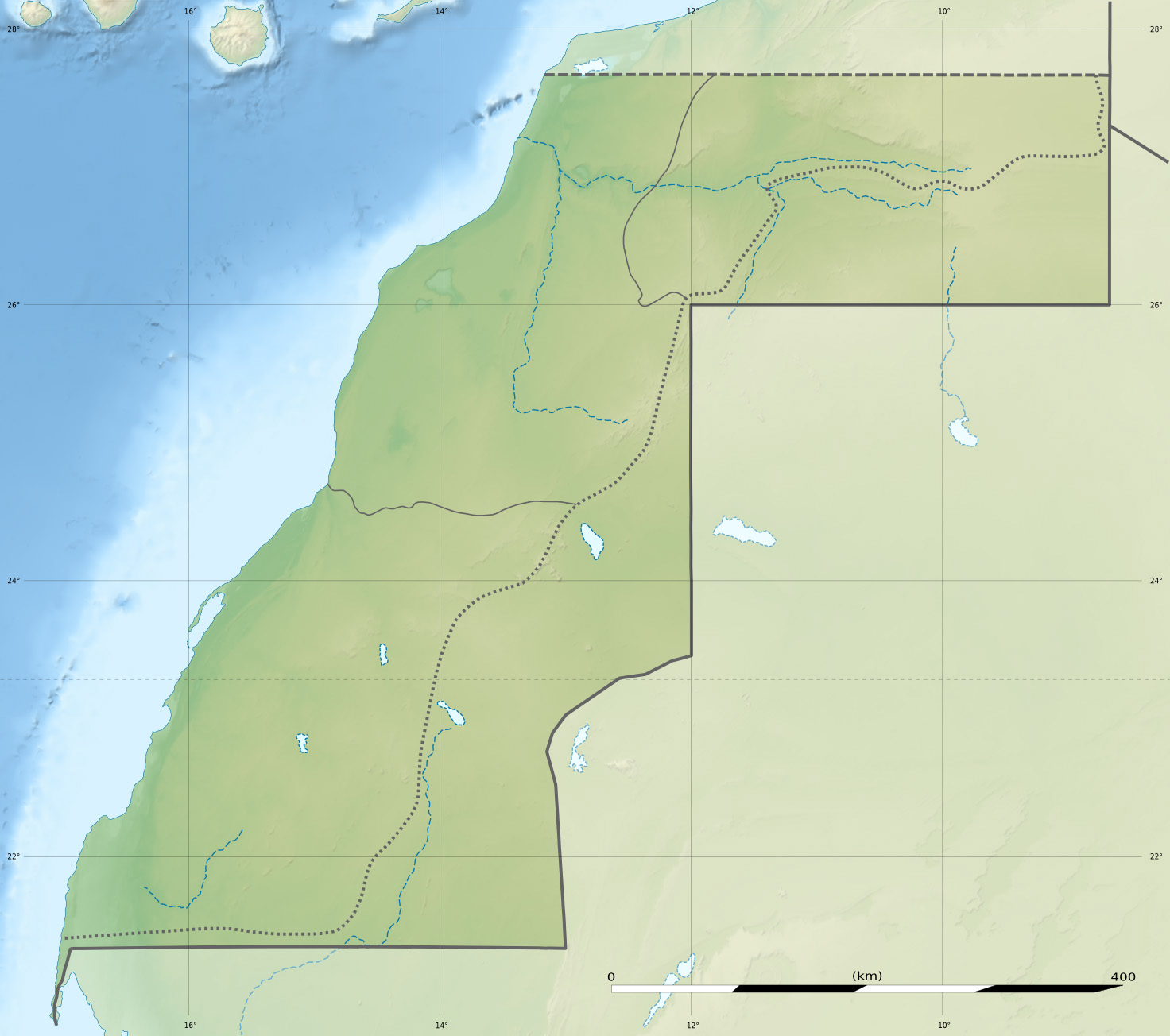
Рельєф Західної Сахари
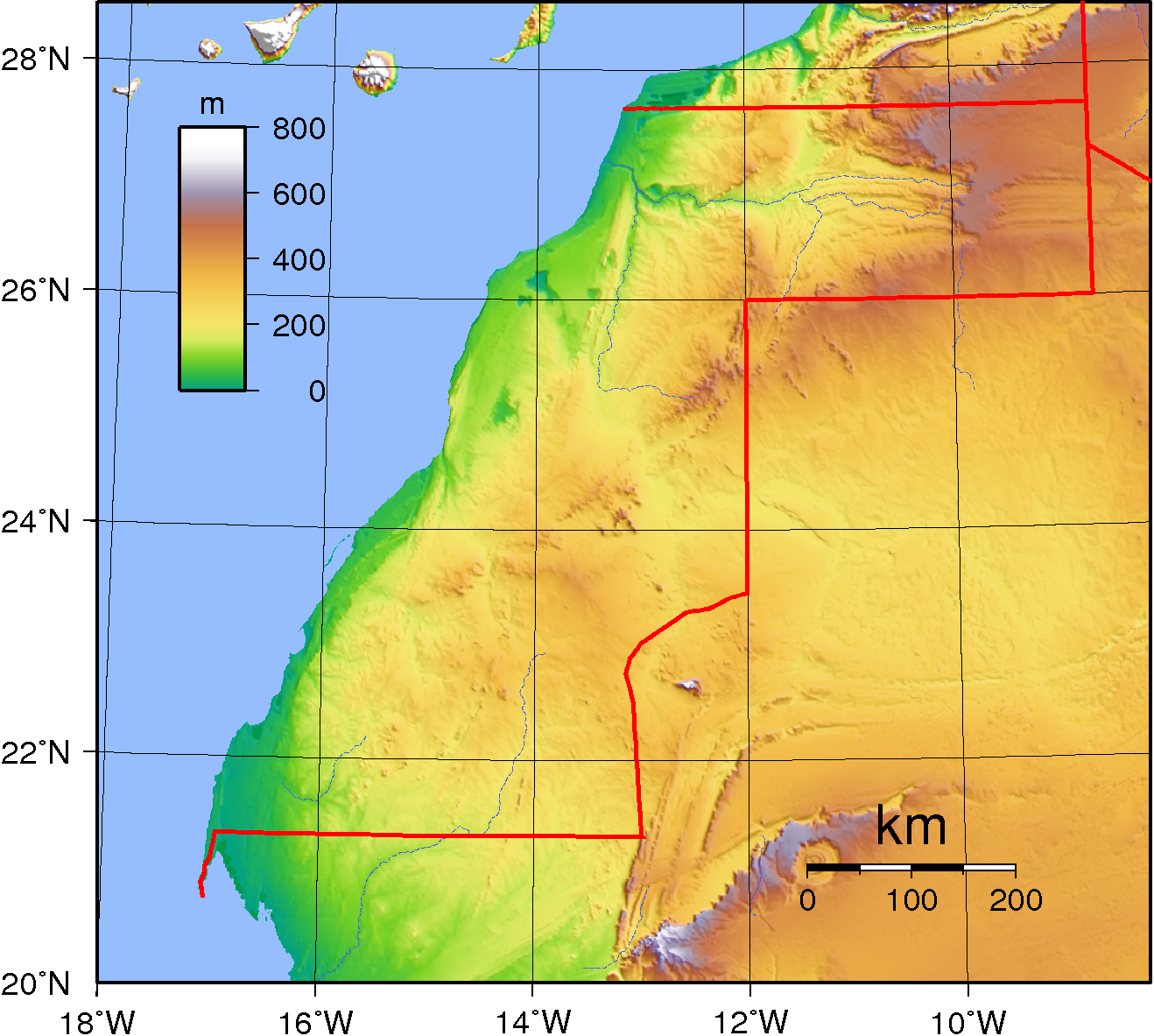
Гіпсометрична карта Західної Сахари
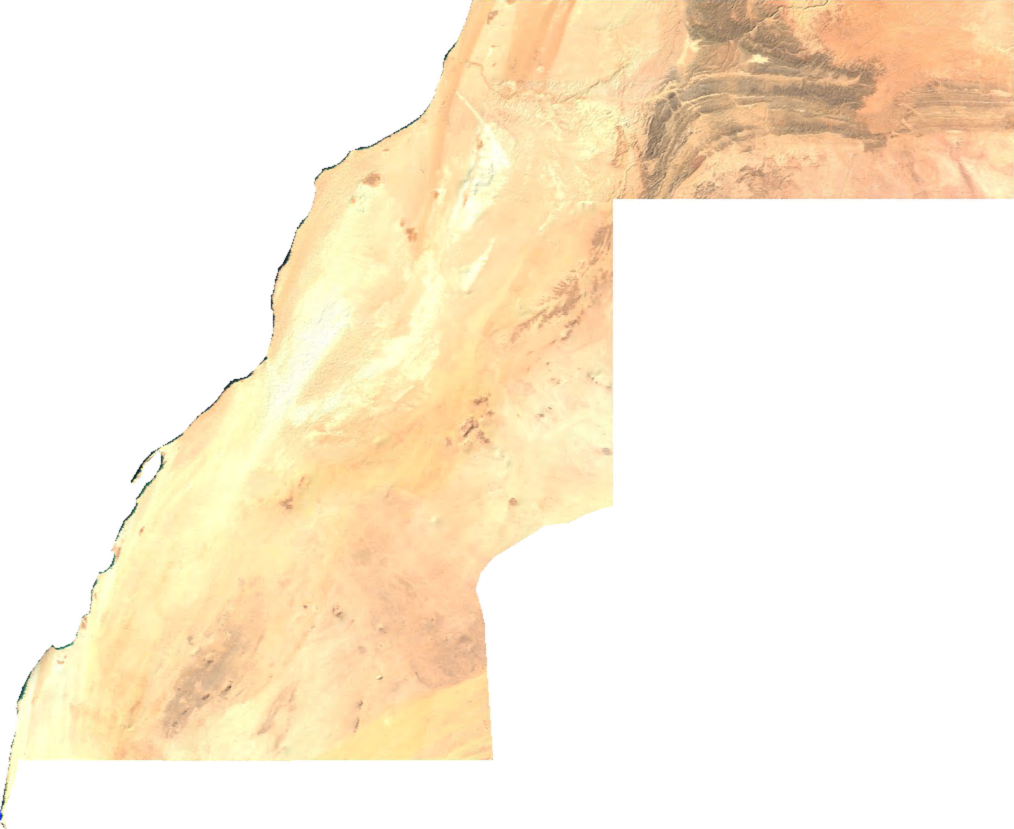
Супутниковий знімок поверхні країни

## Клімат
Територія Західної Сахари лежить у тропічному кліматичному поясі. Увесь рік панують тропічні повітряні маси. Спекотна посушлива погода з великими добовими амплітудами температури. Переважають східні пасатні вітри. На узбережжі відмічається вплив холодної Канарської течії, сезонний хід температури повітря чітко відстежується. Чітко простежуються пасати з високою відносною вологістю (часті тумани), проте опади майже відсутні, цілковита пустеля.

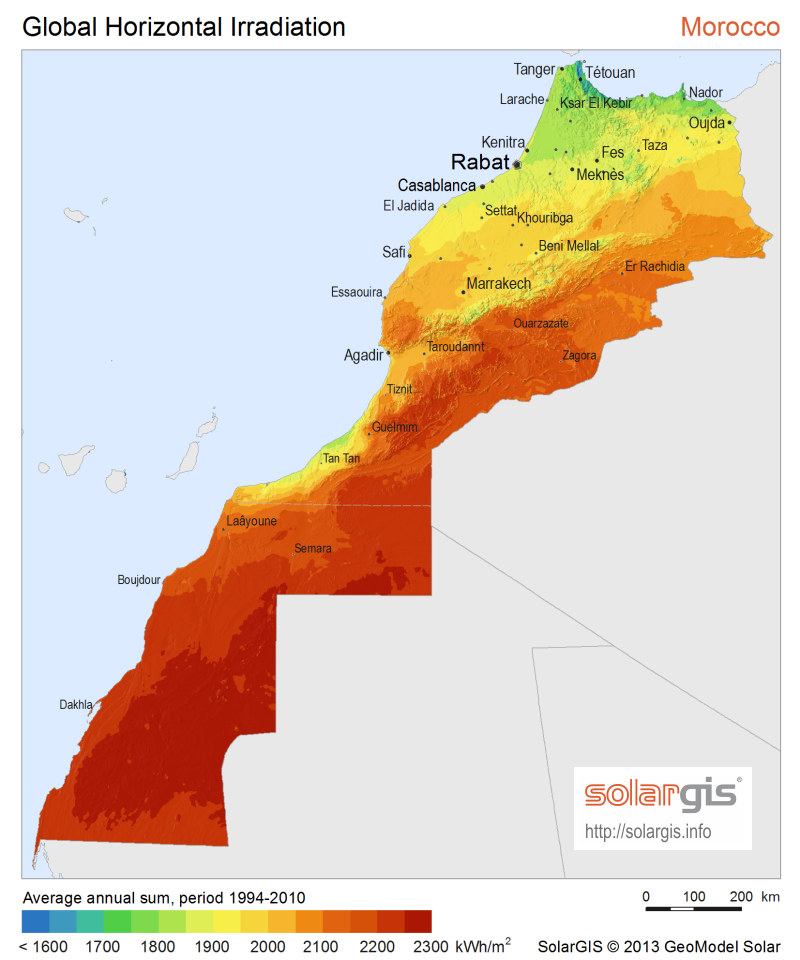
Сонячна радіація (англ.)
Кліматична карта Західної Сахари (за Кеппеном)Кліматична карта Західної Сахари (за Кеппеном)
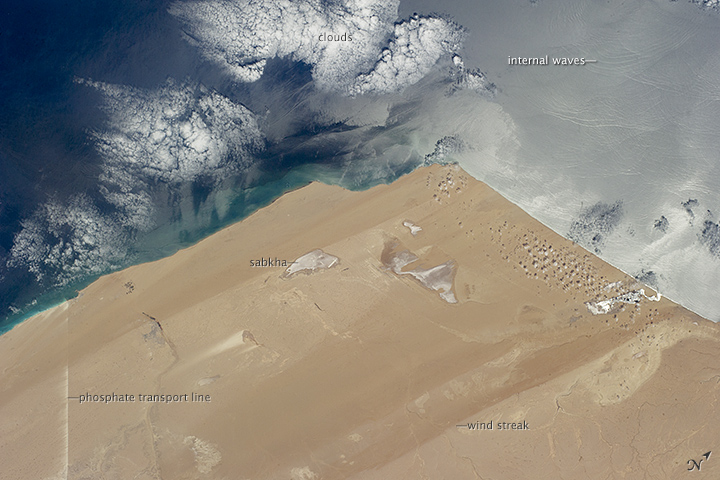
Пасатна циркуляція над узбережжям

Західна Сахара не є членом Всесвітньої метеорологічної організації (WMO).

## Внутрішні води

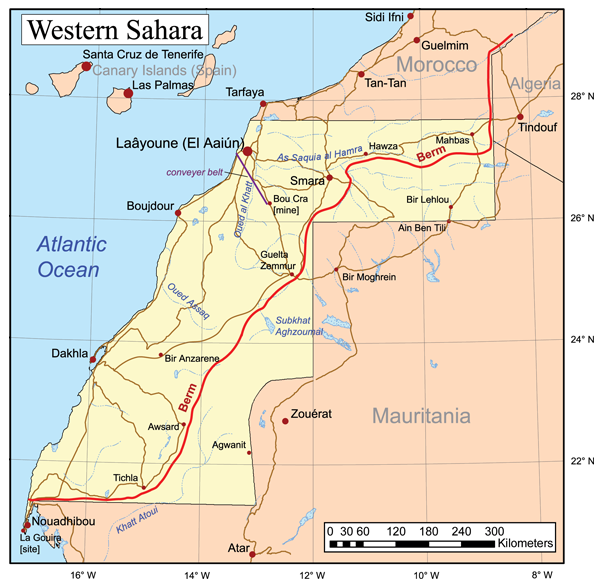
Гідрографічна мережа Західної Сахари

### Річки
Тимчасові потоки (ваді) країни належать басейну Атлантичного океану; на сході безстічні області пустелі Сахара.

## Рослинність

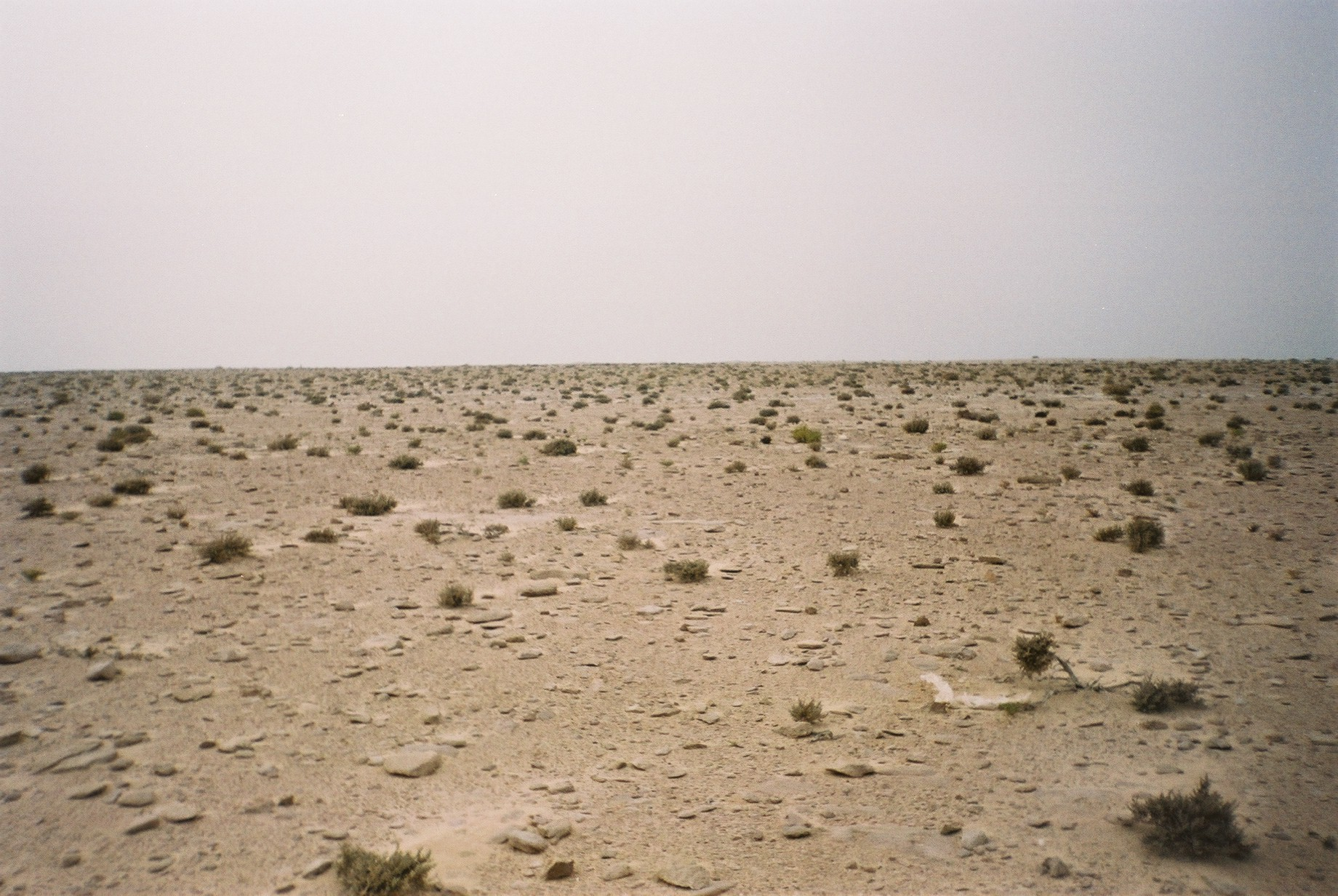
Гамади - безплідні кам’янисті пустелі

## Тваринний світ
Зоогеографічно територія країни належить до Сахаро-Аравійської провінції Середземноморської підобласті Голарктичної області. Тому основу тваринного населення регіону становлять зональні пустельні угруповання тварин, а також інтразональні гірські та приморські тваринні угруповання, характерні для тропічного кліматичного поясу. Домінуючими в зональних угрупованнях є ультраксерофільні групи та види тварин. 

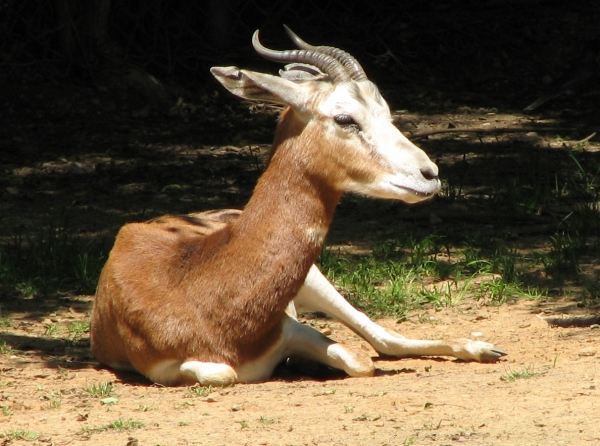
Газель-дама
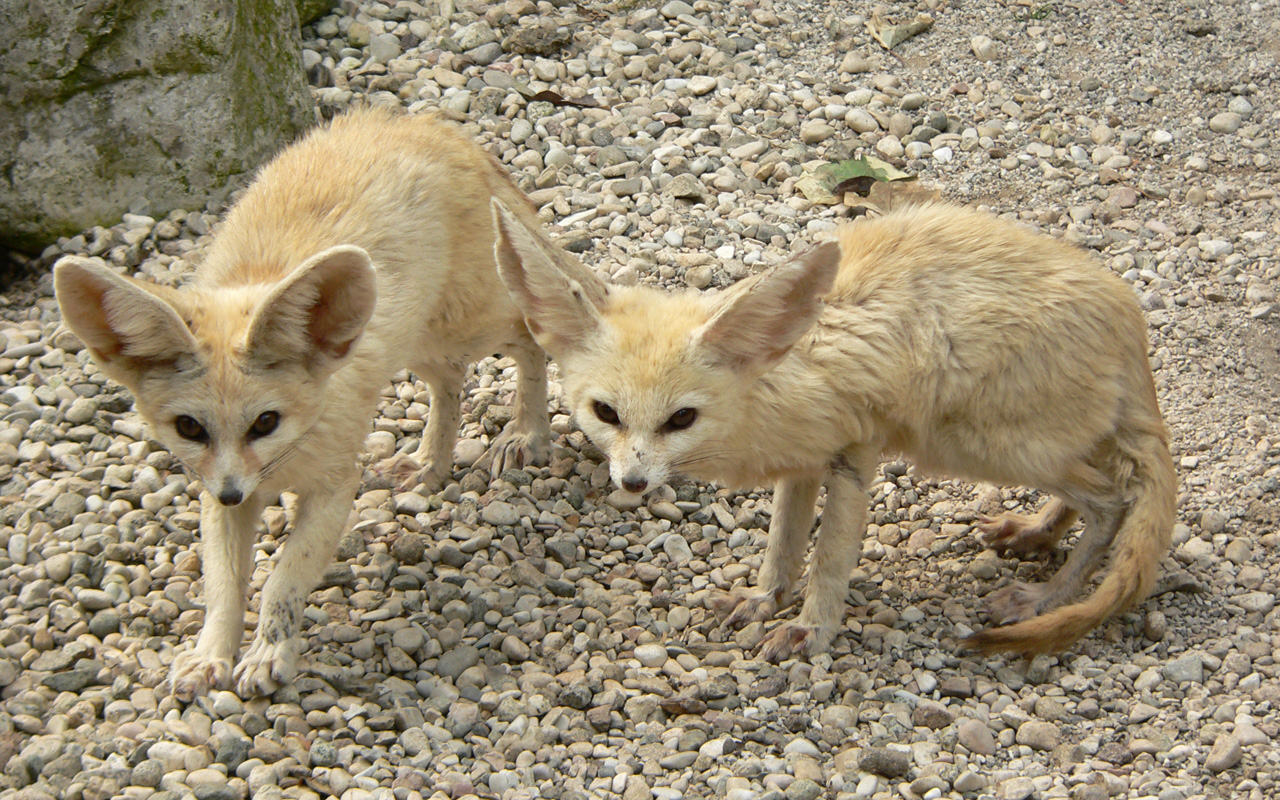
Лисиця-фенек
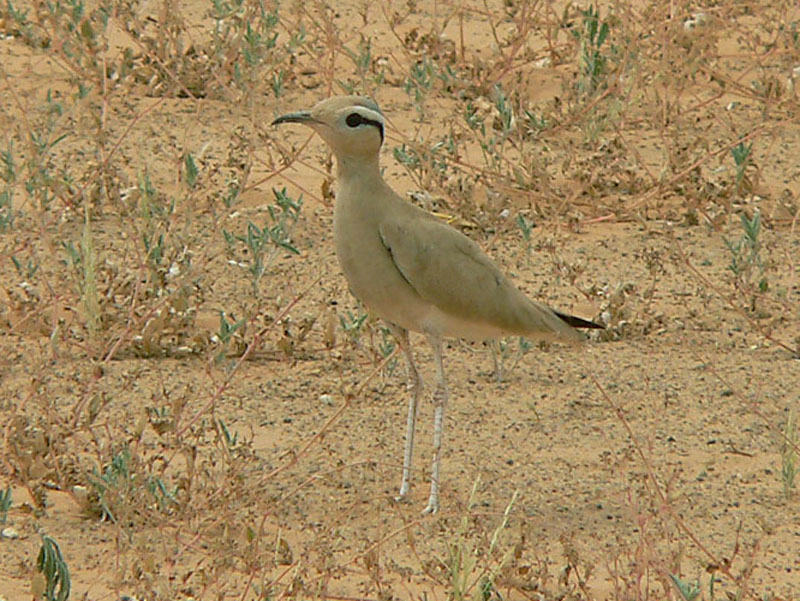
Бігунок сахарський
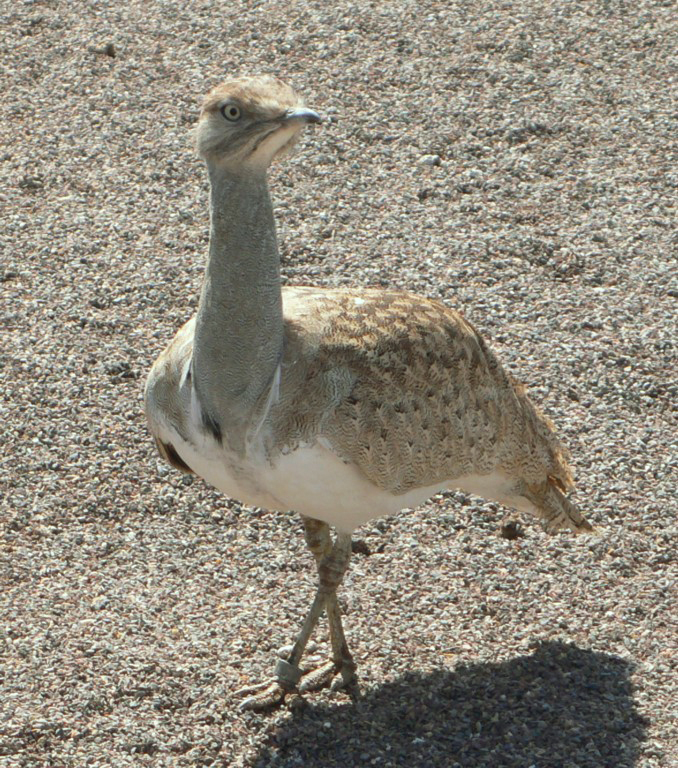
Хубара

## Стихійні природні явища
На території країни спостерігаються небезпечні природні явища і стихійні лиха: 
- жаркий посушливий вітер сірокко навесні та взимку;
- сухий посушливий харматан дме 60 % днів на рік, переносячи пил і пісок з Сахари на акваторію Атлантичного океану, сильно послаблюючи видимість[1].

## Природні ресурси

### Мінеральні ресурси
Надра Західної Сахари багаті на ряд корисних копалин: фосфати, залізну руду.

### Водні ресурси
Станом на 2012 рік зрошувані землі в країні були відсутні.

### Земельні ресурси
Земельні ресурси Західної Сахари (оцінка 2011 року):
- придатні для сільськогосподарського обробітку землі — 18,8 %,
  - орні землі — 0 %,
  - багаторічні насадження — 0 %,
  - землі, що постійно використовуються під пасовища — 18,8 %;
- землі, зайняті лісами і чагарниками — 2,7 %;
- інше — 78,5 %[1].

## Охорона природи
Серед екологічних проблем варто відзначити:
- дефіцит природних джерел питної води;
- брак земель придатних для сільського господарства.

Західна Сахара не є самостійним учасником жодних міжнародних угод з охорони навколишнього середовища через неврегульований політичний статус, більша частина території окупована Марокко, діє марокканське законодавство.

## Фізико-географічне районування
У фізико-географічному відношенні територію Західної Сахари можна розділити на _ райони, що відрізняються один від одного рельєфом, кліматом, рослинним покривом: .

### Українською
- Атлас світу / голов. ред. І. С. Руденко ; зав. ред. В. В. Радченко ; відп. ред. О. В. Вакуленко. — К. : ДНВП «Картографія», 2005. — 336 с. — ISBN 9666315467.
- Атлас. 7 клас. Географія материків і океанів / Укладачі О. Я. Скуратович, Н. І. Чанцева. — К. : ДНВП «Картографія», 2014.
- Бєлозоров С. Т. Африка : фізико-географічний нарис. — вид. 2-ге, перероб. і доп. — К. : Радянська школа, 1957. — 232 с.
- Барановська О. В. Фізична географія материків і океанів : навч. посіб. для студентів ВНЗ : [у 2 ч.]. — Н. : Ніжинський державний університет ім. Миколи Гоголя, 2013. — 306 с. — ISBN 978-617-527-106-3.
- Кукурудза С. І. Біогеографія : Підручник. — Львів : Вид-во ЛГУ ім. Івана Франка, 2006 — 504 с. — ISBN 966-613-502-7
- Західна Сахара // Гірничий енциклопедичний словник : [у 3-х тт.] / за ред. В. С. Білецького. — Д. : Східний видавничий дім, 2004. — Т. 3. — 752 с. — ISBN 966-7804-78-X.
- Костів Л. Я. Фізична географія материків і океанів. Африка : навч.-метод. посібник. — Л. : Видавничий центр ЛНУ імені Івана Франка, 2017. — 184 с. — ISBN 978-617-10-0374-3.
- Панасенко Б. Д. Фізична географія материків : навч. посіб. : в 2 ч. — В. : ЕкоБізнесЦентр, 1999. — 200 с.
- Пузанов І. І. Зоогеографія : Підручник. — Київ—Львів : Рад. школа, 1949. — 504 с.
- Юрківський В. М. Регіональна економічна і соціальна географія. Зарубіжні країни: Підручник. — 2-ге. — К. : Либідь, 2001. — 416 с. — ISBN 966-06-0092-5.

### Англійською
- (англ.) Graham Bateman. The Encyclopedia of World Geography. — Andromeda, 2002. — 288 с. — ISBN 1871869587.

### Російською
- (рос.) Авакян А. Б., Салтанкин В. П., Шарапов В. А. Водохранилища. — М. : Мысль, 1987. — 326 с. — (Природа мира)
- (рос.) Алисов Б. П., Берлин И. А., Михель В. М. Курс климатологии [в 3-х тт.] / под. ред. Е. С. Рубинштейна. — Л. : Гидрометиздат, 1954. — Т. 3. Климаты земного шара. — 320 с.
- (рос.) Апродов В. А. Вулканы. — М. : Мысль, 1982. — 368 с. — (Природа мира)
- (рос.) Апродов В. А. Зоны землетрясений. — М. : Мысль, 2010. — 462 с. — (Природа мира) — ISBN 978-5-244-01122-7.
- (рос.) Западная Сахара // Африка: энциклопедический справочник [в 2-х тт.] / гл. ред. А. А. Громыко. — М. : Советская энциклопедия, 1986. — Т. 1. А-К. — 671 с.
- (рос.) Бабаев А. Г., Зонн И. С., Дроздов Н. Н., Фрейкин З. Г. Пустыни. — М.  : Мысль, 1986. — 320 с. — (Природа мира)
- Дроздов Н. Н., Мяло Е. Г. Биогеография мира : Учебник. — М. : Высшая школа, 1985. — 272 с.
- (рос.) Браун Л. Африка. — М. : Прогресс, 1976. — 288 с. — (Континенты, на которых мы живем)
- (рос.) Власова Т. В. Физическая география материков. С прилегающими частями океанов. Южная Америка, Африка, Австралия и Океания, Антарктида. — 4-е, перераб. — М. : Просвещение, 1986. — 269 с.
- (рос.) Гвоздецкий Н. А., Голубчиков Ю. Н. Горы. — М. : Мысль, 1987. — 400 с. — (Природа мира)
- (рос.) Гвоздецкий Н. А. Карст. — М. : Мысль, 1981. — 214 с. — (Природа мира)
- (рос.) Географический энциклопедический словарь: географические названия / под. ред. А. Ф. Трёшникова. — 2-е изд., доп. — М. : Советская энциклопедия, 1989. — 585 с. — ISBN 5-85270-057-6.
- (рос.) Исаченко А. Г., Шляпников А. А. Ландшафты. — М. : Мысль, 1989. — 504 с. — (Природа мира) — ISBN 5-244-00177-9.
- (рос.) Каплин П. А., Леонтьев О. К., Лукьянова С. А., Никифоров Л. Г. Берега. — М. : Мысль, 1991. — 480 с. — (Природа мира) — ISBN 5-244-00449-2.
- (рос.) Словарь современных географических названий / под общей редакцией акад. В. М. Котлякова. — Екатеринбург : У-Фактория, 2006.
- (рос.) Литвин В. М., Лымарев В. И. Острова. — М. : Мысль, 2010. — 288 с. — (Природа мира) — ISBN 978-5-244-01129-6.
- (рос.) Лобова Е. В., Хабаров А. В. Почвы. — М. : Мысль, 1983. — 304 с. — (Природа мира)
- (рос.) Максаковский В. П. Географическая картина мира. Книга I: Общая характеристика мира. — М. : Дрофа, 2008. — 495 с. — ISBN 978-5-358-05275-8.
- (рос.) Максаковский В. П. Географическая картина мира. Книга II: Региональная характеристика мира. — М. : Дрофа, 2009. — 480 с. — ISBN 978-5-358-06280-1.
- (рос.) Поспелов Е. М. Географические названия мира: Топонимический словарь. — М. : АСТ, 2005.
- (рос.) Западная Сахара // Страны Африки. Политико-экономический справочник / ред. В. Солодовников, В. Румянцев. — М. : Издательство политической литературы, 1969. — 318 с.
- (рос.) Физико-географический атлас мира. — М. : Академия наук СССР и Главное управление геодезии и картографии ГУГК СССР, 1964. — 298 с.
- (рос.) Энциклопедия стран мира / глав. ред. Н. А. Симония. — М. : НПО «Экономика» РАН, отделение общественных наук, 2004. — 1319 с. — ISBN 5-282-02318-0.